# Lans-en-Vercors
 Lans-en-Vercors  es una población y comuna francesa, en la región de Ródano-Alpes, departamento de Isère, en el distrito de Grenoble y cantón de Villard-de-Lans.

## Demografía
| 693 | 795 | 859 | 1098 | 1451 | 2026 |
| Para los censos de 1962 a 1999 la población legal corresponde a la población sin duplicidades (Fuente: INSEE [Consultar]) |     |     |      |      |      |